# Emirado Jábrida
```
   |-
       |
Erro:
:  
valor não especificado para "
nome_comum
"
```

Os jábridas (em árabe: الجبريون, translit. al-Jabrīyūn) ou Banu Jabre foram uma dinastia árabe que governou toda a Arábia exceto pelo Hejaz, partes de Omã e Iémen, e se expandiu para a costa sul do Irã, controlando o Estreito de Ormuz.